# Allentown (Nueva Jersey)
Allentown es un borough ubicado en el condado de Monmouth en el estado estadounidense de Nueva Jersey. En el año 2010 tenía una población de 1,828 habitantes y una densidad poblacional de 1,142.5 personas por km².

## Geografía
Allentown se encuentra ubicado en las coordenadas 40°10′32″N 75°35′12″O / 40.17556, -75.58667.

## Demografía
Según la Oficina del Censo en 2000 los ingresos medios por hogar en la localidad eran de $71,193 y los ingresos medios por familia eran $79,843. Los hombres tenían unos ingresos medios de $55,441 frente a los $38,667 para las mujeres. La renta per cápita para la localidad era de $29,455. Alrededor del 2.3% de la población estaba por debajo del umbral de pobreza.